# Tommaso Pontano
Tommaso Pontano né à Rimini au début du XVe siècle et mort à Pérouse le 30 juillet 1450  est un humaniste et orateur italien.

## Biographie
Tommaso Pontano est né à Rimini dans la première décennie du XVe siècle. Il fréquente l'école de Guarino Veronese. Dans les années 1430 il est à Venise puis se rend à Florence pour approfondir l'étude de la langue grecque. Il obtient le poste de professeur de grammaire au Studio de Pérouse, probablement peu avant 1428, date à laquelle sa présence à l'institution de la ville est documentée pour la première fois.
En 1429, il retourne à Florence comme tuteur de Piero di Andrea de' Pazzi et occupe ce poste pendant deux ans. Son rapport de confiance avec la famille Médicis est attesté.
Dès 1431-1432, il enseigne la rhétorique au Studio de Bologne probablement jusqu'après le 3 février 1437.
Dans les années 1438-1440, il déménage à nouveau à Florence, pour occuper la chaire d'éloquence dans le Studio local. Le 25 mai 1440, il accepte cependant le poste de chancelier de la Commune de Pérouse et choisit la ville comme résidence permanente et  demande la citoyenneté qui lui est accordée le 3 août 1441. 
En tant que chancelier, Pontano était également tenu d'écrire des lettres et des oraisons politiques. 
Pontano faisait certainement partie des ambassadeurs de la ville qui se rendirent à Rome en mars 1447 pour rendre obéissance au nouveau pape, Nicolas V, même s'il ne faisait pas partie des orateurs officiellement accrédités.
Dans une lettre datée du 14 avril, il a raconté comment le pontife l'avait accueilli avec bienveillance et cordialité à cette occasion, lui accordant une augmentation du salaire de chancelier à 200 florins par an. Quant à l'autre demande que Pontano présenta à Nicolas V, dont nous ne connaissons pas le contenu, la réponse  fut négative : cela provoqua en lui la perturbatiuncula quadam, comme il l'écrivit lui-même dans une lettre de quelques jours plus tard, dès qu'il quitta Rome. Plus de deux ans et demi plus tard, en décembre 1449, il est certainement membre officiel d'une deuxième ambassade, qui rencontre le pontife à Assise, alors qu'il revient à Rome de Fabriano. À cette occasion, Tommaso a fait un bref discours pour présenter le petit mais important cadeau un navire et deux flacons en argent que les Pérugins ont offert au pape.
Tommaso Pontano meurt à Pérouse, dans l'exercice de ses fonctions  le 30 juillet 1450.

## Œuvres
De son œuvre littéraire, dont la petite taille était déjà critiquée par ses contemporains, seules quatre courtes oraisons sont connues et ont été publiées, en plus de vingt et une épîtres (vingt-deux autres restent inédites).